# Павлов, Владимир Азариевич
Владимир Азариевич Павлов (30 марта 1938 — 19 марта 2010) — архитектор, председатель правления Иркутской организации Союза архитекторов СССР (1979—1986), один из основателей специальности «Архитектура» в Иркутском политехническом институте (1973), член-корреспондент РААСН (1998).

## Биография
Родился в 1938 году в Москве. Окончил Среднюю художественную школу в Ленинграде, Ленинградский институт живописи, скульптуры и архитектуры им. И. Е. Репина (1963). В 1963—1986 годах жил и работал в Иркутске.
Лауреат Всесоюзных смотров лучших архитектурных проектов и построек страны (1964, 1974, 1978, 1986). Построил первое десятиэтажное здание с первой подземной парковкой в Иркутске, было признано лучшим в стране в 1987 году. Модель этого здания находится в Архитектурном музее Чикаго.
В 1986—1988 годах работал в Херсоне, с 1988 — в Ленинграде (С.-Петербурге). Специальным решением Международного союза архитекторов на Всемирной Белградской триеннале архитектуры 1988 года включен в число пятидесяти выдающихся архитекторов мира этого года.
28 июня 2022 года в Иркутске открылась мемориальная доска памяти Павлова на одном из его зданий.

## Наследие
Владимир Павлов работал в стиле необрутализма, основатель так называемого иркутского регионализма.
Заслугой Павлова называют то, что своими индивидуальными проектами жилых домов, административных зданий и социальных объектов он не дал массово войти в исторический центр Иркутска типовой панельной застройке.
- Комплекс жилых домом ВСЖД и Главвостоксибстроя, 1982 и 1986 гг. (Иркутск, ул. Российская, 2);
- Здание ГК КПСС и Горисполкома, снесен недостроенным в 2008 г. (Иркутск, ул. Ленина, 14б);
- Дом культуры Профсоюзов, 1970 г. (Иркутск, ул. Декабрьских Событий, 102);
- Дом культуры «Химик», 1972 г. (Усолье-Сибирское, Комсомольский пр., 30);
- Здание администрации в Шелехове, 1973 г. (Шелехов, ул. Ленина, 15);
- Дом культуры «Металлург», 1975 г. (Шелехов, ул. Тимофея Панжина, 2);
- Центр научно-технической информации (в данный момент Иркутский филиал РАНХиГС), 1975 г. (Иркутск, ул. Коммунаров, 10);
- Здание проектного института «Иркутскгражданпроект», 1984 г. (Иркутск, ул. Степана Разина, 27)[6];
- Жилой комплекс в Купчино, 2000 г. (Санкт-Петербург, ул. Будапештская, 87)[7]